# Западный округ (Гамбия)
За́падный о́круг (англ. Western Division) — округ на западе Гамбии. Административный центр — город Брикама. Площадь — 1 764 км², население — 529 280 человек (2010 год).

## География
На северо-западе граничит с Банжулом, на северо-востоке с округом Нижняя Река, на востоке и юге с Сенегалом. На севере находится устье реки Гамбия, западная часть округа выходит к Атлантическому океану.

## Административное деление
Административно округ подразделяется на 9 районов:

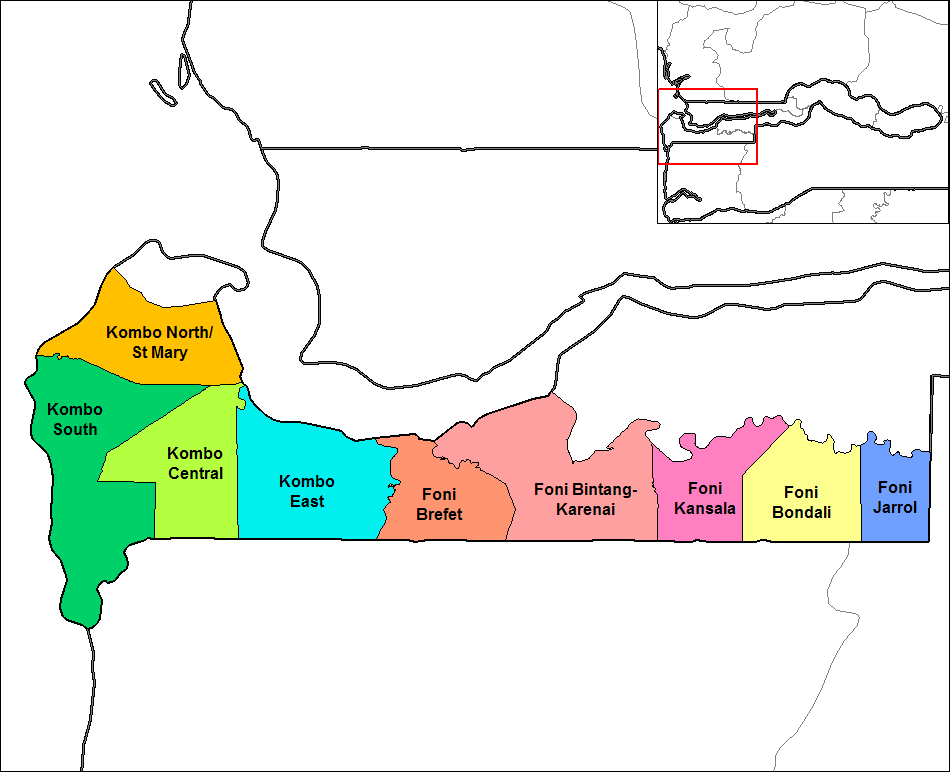
Административное деление округа

- Фони Бинтанг-Каренаи
- Фони Бондали
- Фони Брефет
- Фони Яррол
- Фони Кансала
- Центральный Комбо
- Восточный Комбо
- Северный Комбо (Комбо-Сент-Мэри)
- Южный Комбо